# Станчо Нешев
Станчо Нешев е български политик, бивш кмет на Русе.
След отстраняването на Васил Кръстев, окръжният управител (сговорист) преценява, че общинският съвет не е в състояние да избере „постоянно присъствие“ и кмет. Той го разтурва и назначава тричленка начело със Станчо Нешев, която временно (до избори) да управлява общината.
Той е от известна русенска фамилия. Неговият брат Иван Нешев в годините на Втората световна война е областен директор в Русе. Станчо Нешев също е известен на русенската общественост, избиран е за общински съветник. Той има интересна политическа метаморфоза. Заклет сговорист, после минава в Демократическата партия, от името на която е избран за общински съветник, за да завърши политическта си кариера в новосформираното фашистко обединение „Национална задруга“.
Неговата главна задача е да подготви изборите за общински съвет, които се провеждат на 14 февруари 1931 г. На тях Станчо Нешев е избран за общински съветник от „Национална задруга“.